# Essex Junction
Essex Junction est un village au Vermont aux États-Unis dans le comté de Chittenden. Sa population était de 8 591 habitants en 2000. Le village fut incorporé le 15 novembre 1892.
Le plus grand employeur privé dans le Vermont est GlobalFoundries à Essex Junction.